# Indigofera nephrocarpa
Indigofera nephrocarpa är en ärtväxtart som beskrevs av Isaac Bayley Balfour. Indigofera nephrocarpa ingår i släktet indigosläktet, och familjen ärtväxter. Inga underarter finns listade i Catalogue of Life.